# Kazimierz Ajdukiewicz

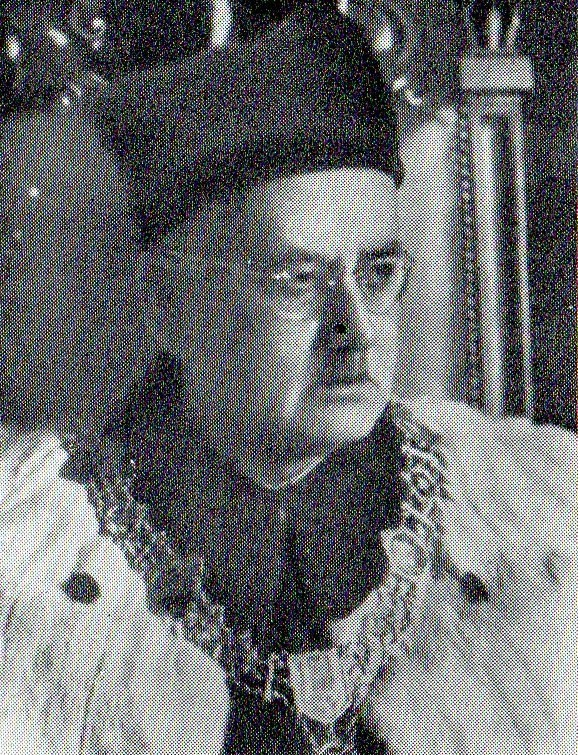
Kazimierz Ajdukiewicz

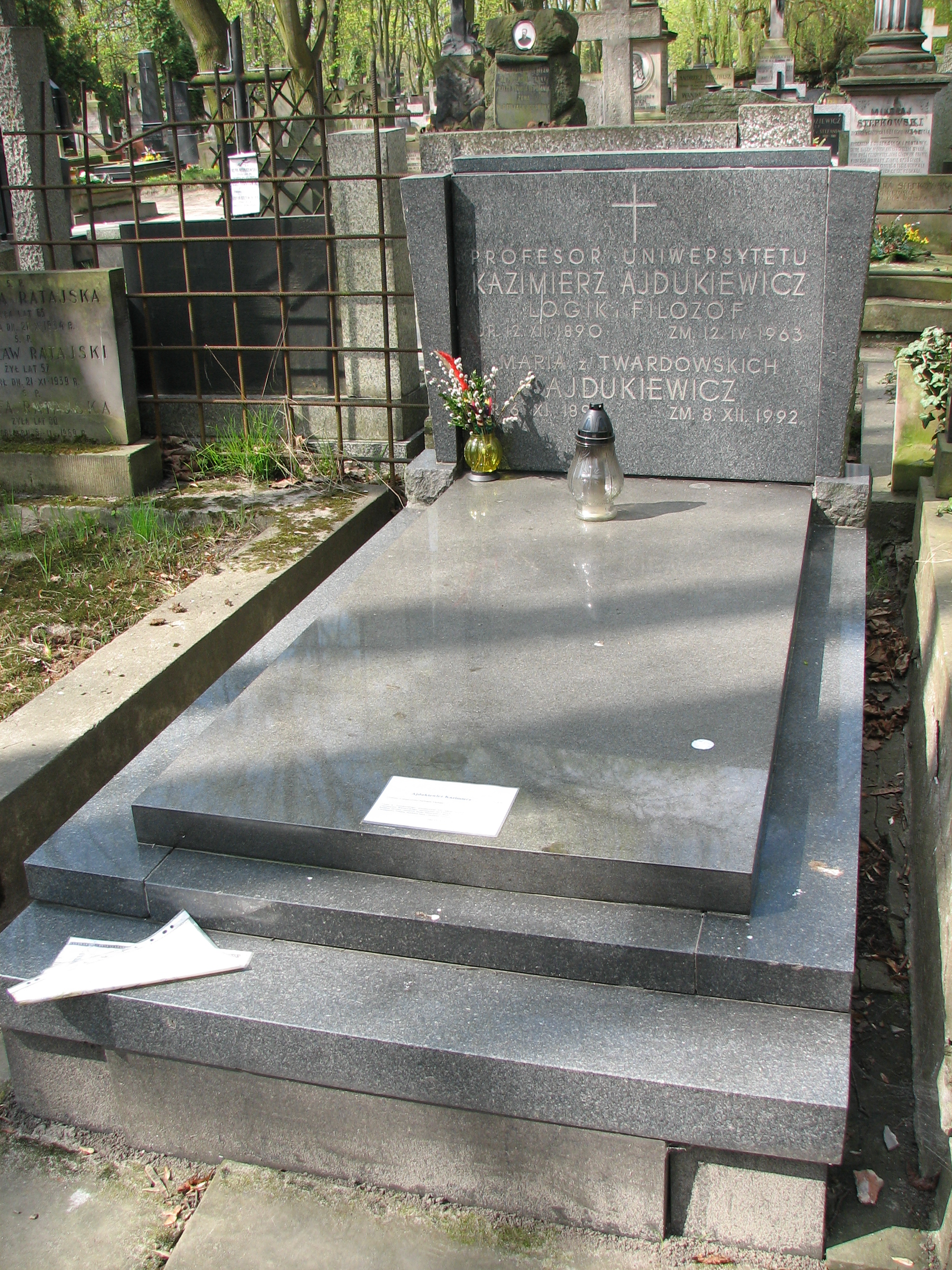
Kazimierz Ajdukiewicz grav.

Kazimierz Ajdukiewicz, född den 12 december 1890 i Ternopil i dåvarande Galizien, död den 12 april 1963 i Warszawa, var en polsk filosof och logiker. Han var under åren 1926-1961 professor vid universiteten i Warszawa, Lwow och Poznań. Inom bland annat vetenskapsteori och logiska system för matematiska strukturer har Ajdukiewicz gjort väsentliga insatser.
Ajdukiewicz var medlem i Warszawagruppen. Hans skrifter om formell syntax och semantik innehåller bland annat den först kända formuleringen av Deduktionsteoremet. Han var en av grundarna av Studia Logica, en tidskrift för matematik och logik.